# Västra Egnahem
Västra Egnahem is een plaats in de gemeente Hällefors in het landschap Västmanland en de provincie Örebro län in Zweden. De plaats heeft 53 inwoners (2005) en een oppervlakte van 7 hectare.